# Theatre of Tragedy (album)
Theatre of Tragedy är det norska metal-bandet Theatre of Tragedys debutalbum. Albumet utgavs 1995 av skivbolaget Massacre Records. Albumet brukar klassas som gothic metal, men man kan höra influenser ifrån death/doom, vilket är vanligt bland äldre gothic metal band.

## Låtlista
1. "A Hamlet for a Slothful Vassal" – 4:05
2. "Cheerful Dirge" – 5:02
3. "To These Words I Beheld No Tongue" – 5:06
4. "Hollow-Heartéd, Heart-Departéd" – 4:57
5. "...A Distance There Is..." – 8:51
6. "Sweet Art Thou" – 3:58
7. "Mïre" – 4:08
8. "Dying – I Only Feel Apathy" – 5:08
9. "Monotonë" – 3:10

- Text: Raymond Rohonyi (spår 1–4, 6–9), Raymond Rohonyi/Liv Kristine (spår 5)
- Musik: Theatre of Tragedy (spår 1–4, 6–9), Liv Kristine/Lorentz Aspen (spår 5)

## Medverkande
Musiker (Theatre of Tragedy-medlemmar)
- Liv Kristine Espenæs – sång
- Raymond Istvàn Rohonyi – sång
- Pål Bjåstad – gitarr
- Tommy Lindal – gitarr
- Eirik T. Saltrø – basgitarr
- Hein Frode Hansen – trummor
- Lorentz Aspen – piano, synthesizer

Bidragande musiker
- Dan Swanö – cello
- Anders Måreby – cello

Produktion
- Theatre of Tragedy – producent
- Dan Swanö – ljudtekniker, ljudmix
- Tom Müller – mastering
- R. I. Rohonyi – omslagsdesign, sångtexter
- Hein Frode Hansen – omslagsdesign
- Trash-Max (Matthias Herkle) – omslagskonst
- Petter Hegre – foto